# إشقيل سيبيري
إشقيل سيبيري (الاسم العلمي:Scilla siberica) هو نوع من النباتات يتبع جنس الإشقيل من الفصيلة الهليونية.

## انظر أيضاً

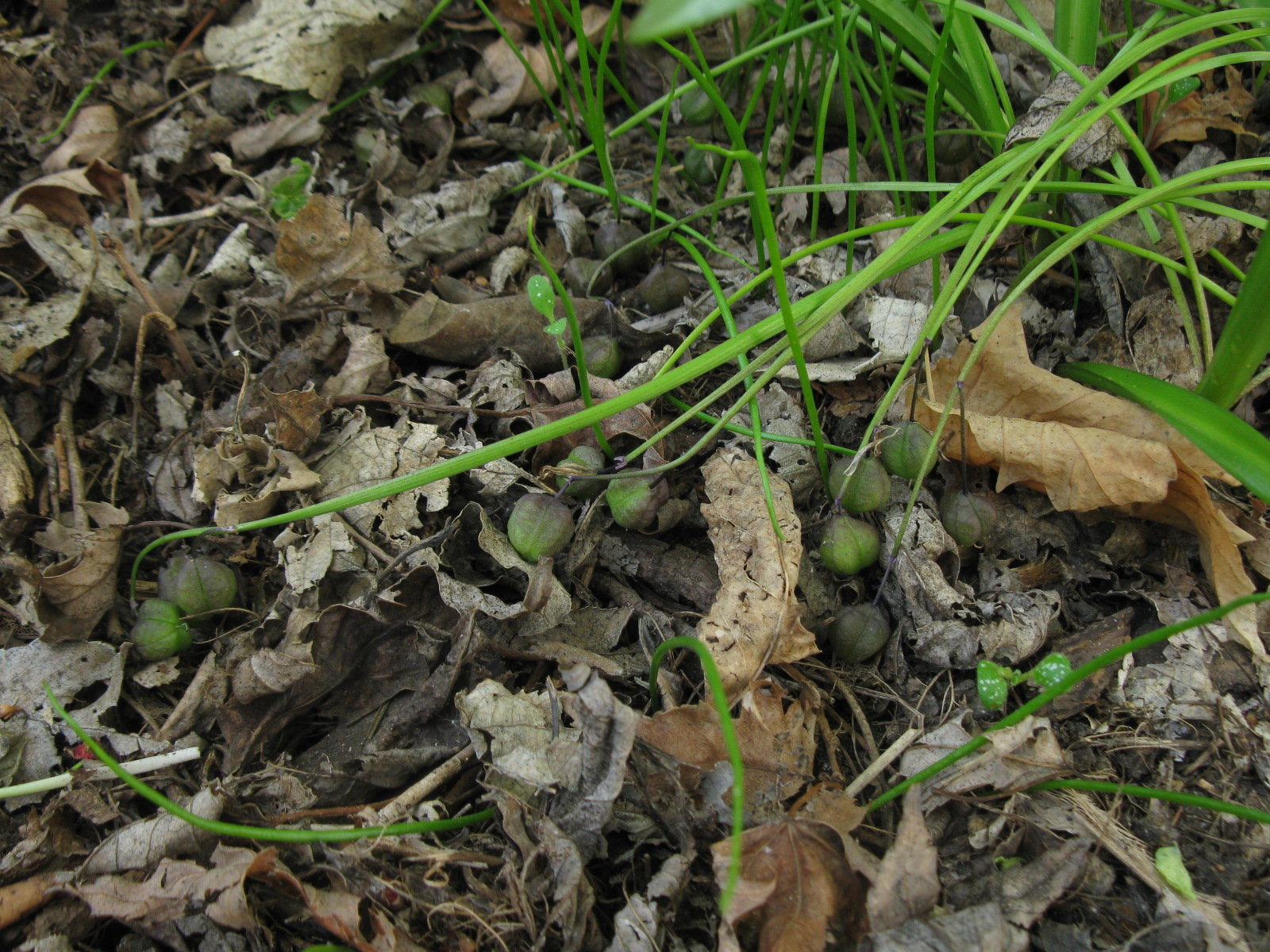
seed capsules
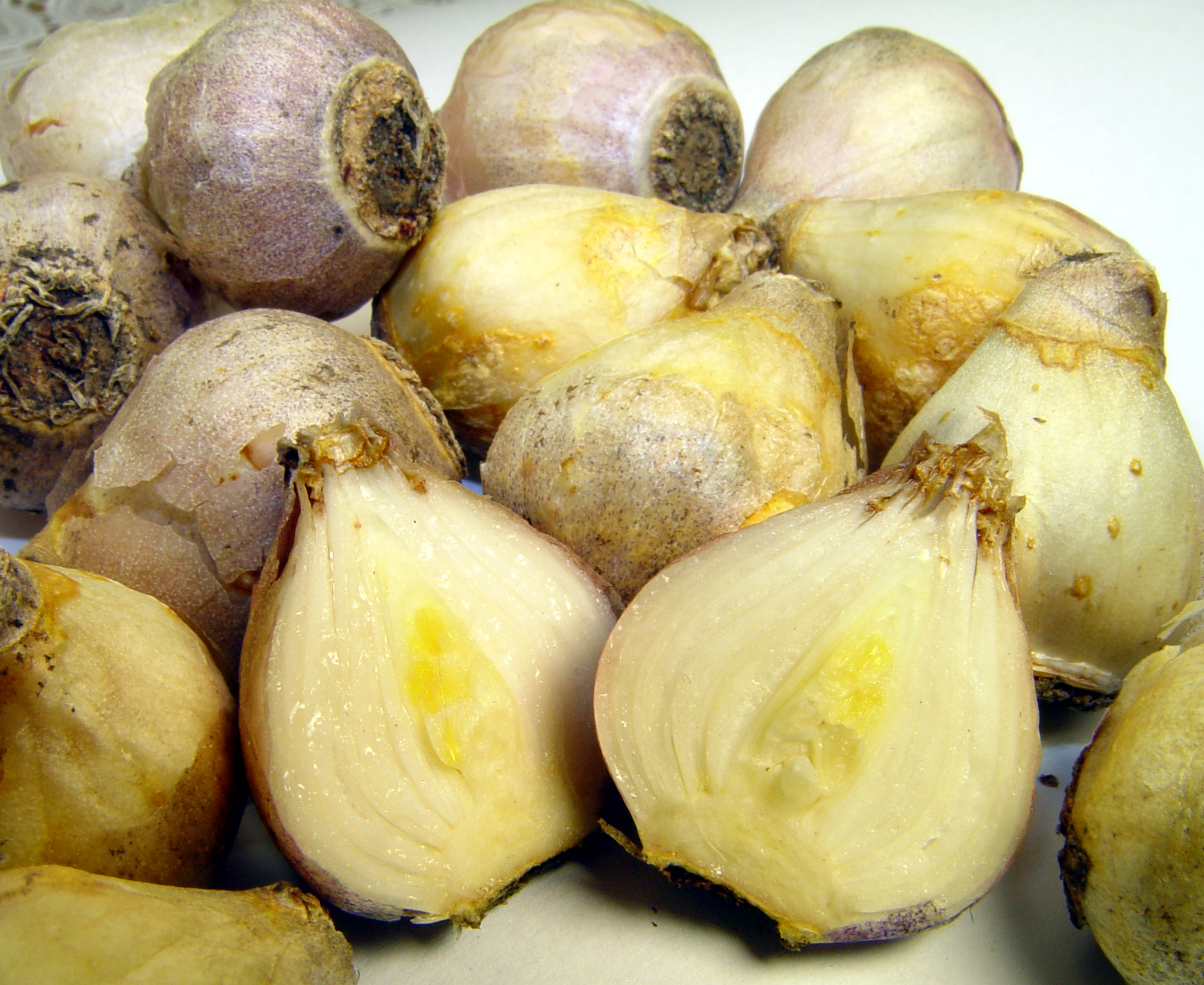
bulbs
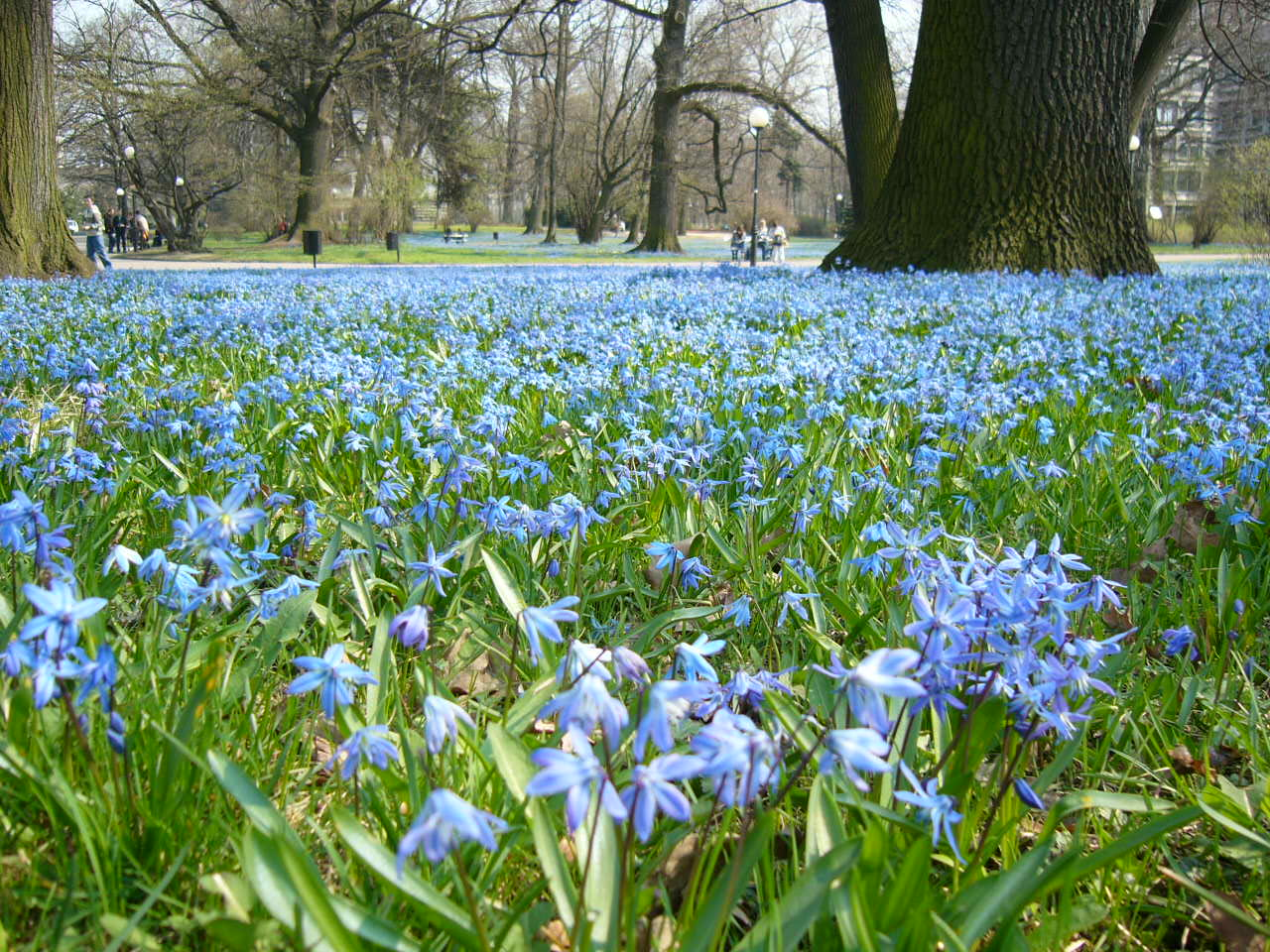
Klepacza Park in Łodz, Poland
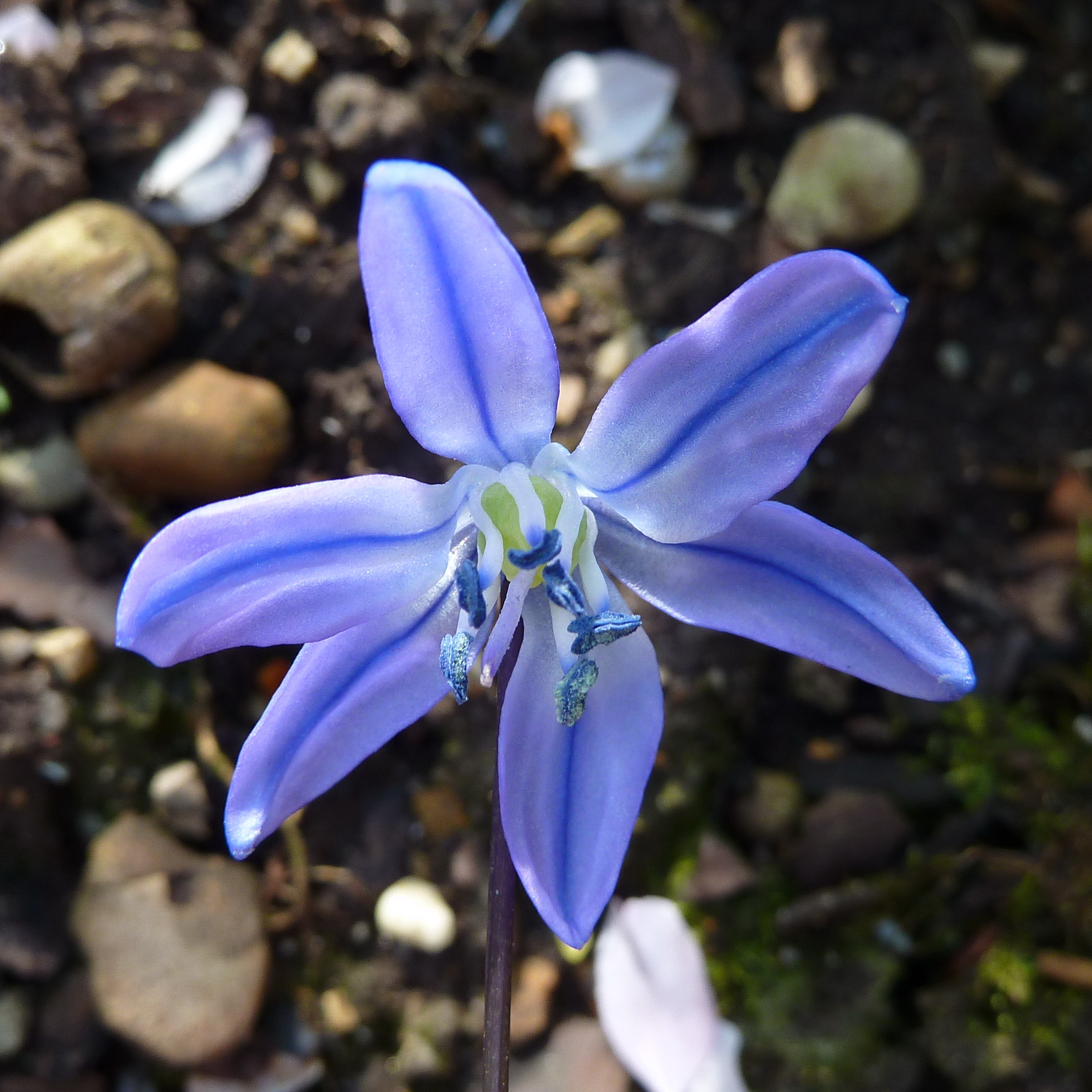
Siberian squill